# Tout un monde lointain…
Pour l’article homonyme, voir Tout un monde lointain.
Tout un monde lointain… est un concerto pour violoncelle composé par Henri Dutilleux de 1967 à 1970. Il s'agit d'une des œuvres les plus connues et jouées du compositeur.

## Historique
Le titre est emprunté à un vers du poème La Chevelure, extrait des Fleurs du mal de Charles Baudelaire : « Tout un monde lointain, absent, presque défunt ». Chacun des cinq mouvements contient également en exergue quelques vers extraits de ce recueil, mais il ne s'agit nullement d'une illustration directe. De langage atonal, il fait partie des chefs-d'œuvre de la musique contemporaine et reste largement accessible de par son caractère poétique et onirique.
L'œuvre a été créée le 25 juillet 1970 au festival d'Aix-en-Provence par Mstislav Rostropovitch et l'Orchestre de Paris sous la direction de Serge Baudo. Son exécution dure environ trente minutes.
Les cinq mouvements enchaînés sont :
1 Énigme (Très libre et flexible)
« …Et dans cette nature étrange et symbolique… », Poème XXVII
2 Regard (Extrêmement calme)
« …le poison qui découle
De tes yeux, de tes yeux verts,
Lacs où mon âme tremble et se voit à l'envers… », Le Poison
3 Houles (Large et ample)
« …Tu contiens, mer d'ébène, un éblouissant rêve
De voiles, de rameurs, de flammes et de mâts… », La Chevelure
4 Miroirs (Lent et extatique)
« Nos deux cœurs seront deux vastes flambeaux
Qui réfléchiront leurs doubles lumières
Dans nos deux esprits, ces miroirs jumeaux. », La Mort des amants
5 Hymne (Allegro)
« …Garde tes songes:
Les sages n'en ont pas d'aussi beaux que les fous! », La Voix

## Discographie sélective
- Lutoslawski, Dutilleux : Cello Concertos, Mstislav Rostropovitch, Orchestre de Paris (dir. Serge Baudo), EMI Classics ;
- Dutilleux : Tout un monde lointain..., Métaboles, Mystère de l'instant, Boris Pergamenchtchikov, Orchestre philharmonique de la BBC (dir. Yan Pascal Tortelier), Chandos Records. Diapason d'or (1997) ;
- Dutilleux : Orchestral Works (Vol. 2), Jean-Guihen Queyras, Orchestre national Bordeaux Aquitaine (dir. Hans Graf), Arte Nova ;
- Dutilleux : Tout un monde lointain..., Trois Strophes sur le nom de Sacher, L'Arbre des songes, Truls Mørk, Orchestre philharmonique de Radio France (dir. Myung-Whun Chung), Virgin Classics. Grand Prix de l'Académie Charles-Cros (2002) ;
- Dutilleux : Tout un monde lointain..., Arto Noras, violoncelle, (dir. Jukka-Pekka Saraste), Finnish Radio Symphony Orchestra, dans Dutilleux / Agopov : Cello Concertos Label: Fazer Records/Finlandia Records, date de sortie : 24 février 1992.
- Dutilleux: Tout un monde lointain..., Emmanuelle Bertrand, Luzerner Sinfonieorchester and James Gaffigan, Harmonia mundi, HMC902209, novembre 2015